# Operação Trapiche
Operação Trapiche foi uma operação da Polícia Federal (PF) deflagrada em novembro de 2023 que investigou um esquema de financiamento a atos de terrorismo em território nacional e que prendeu dois suspeitos de ligação com o grupo libanês Hezbollah, que estaria tentando recrutar brasileiros para ações contra edifícios da comunidade judaica no Brasil, como sinagogas e outras estruturas. Duas pessoas foram presas na operação. O ministro da Justiça e da Segurança Pública Flávio Dino cofirmou a hipótese de uma rede terrorista buscar se instalar no Brasil durante a cerimônia de assinatura do Acordo de Cooperação Técnica para a criação do Cifra (Comitê de Inteligência Financeira e Recuperação de Ativos).
Os crimes previstos na Lei de Terrorismo são hediondos, e  inafiançáveis, insuscetíveis de graça, anistia ou indulto. O cumprimento da pena para esses crimes se dá inicialmente em regime fechado, independentemente de trânsito em julgado da condenação.
Em dezembro de 2023, os dois homens presos na operação por suspeita de envolvimento com o grupo terrorista Hezbollah foram soltos por decisão da Justiça Federal.

## Desdobramento
Em agosto de 2024, a PF deflagrou um desdobramento da primeira etapa. De acordo com a PF, o apoio financeiro ao terrorismo mantinha-se em um "bilionário esquema de evasão de divisas e lavagem de dinheiro", descoberto a partir de outra operação, deflagrada em setembro de 2022, com objetivo de combater a lavagem de dinheiro e um "intrincado sistema de remessas de recursos ilícitos ao exterior, por intermédio da compra e venda de criptoativos.
O principal alvo da operação usou dados pessoais de imigrantes e refugiados em situação de vulnerabilidade para abrir contas e empresas para movimentar recursos de origem ilícita, de acordo com PF.
Segundo investigações da Operação Trapiche que contou com colaboração do serviço de inteligência de Israel, Mossad, foi identificado que parte dos recursos do contrabando foi destinada a contas bancárias de empresas de fachada que fazem parte do esquema bilionário de evasão de divisas e lavagem de dinheiro descoberto pela Operação Colossus.